# (9497) Dwingeloo
(9497) Dwingeloo (1001 T-2) – planetoida z grupy pasa głównego asteroid okrążająca Słońce w ciągu 5,07 lat w średniej odległości 2,95 j.a. Odkryta 29 września 1973 roku.